# تاريخ إندونيسيا الاقتصادي

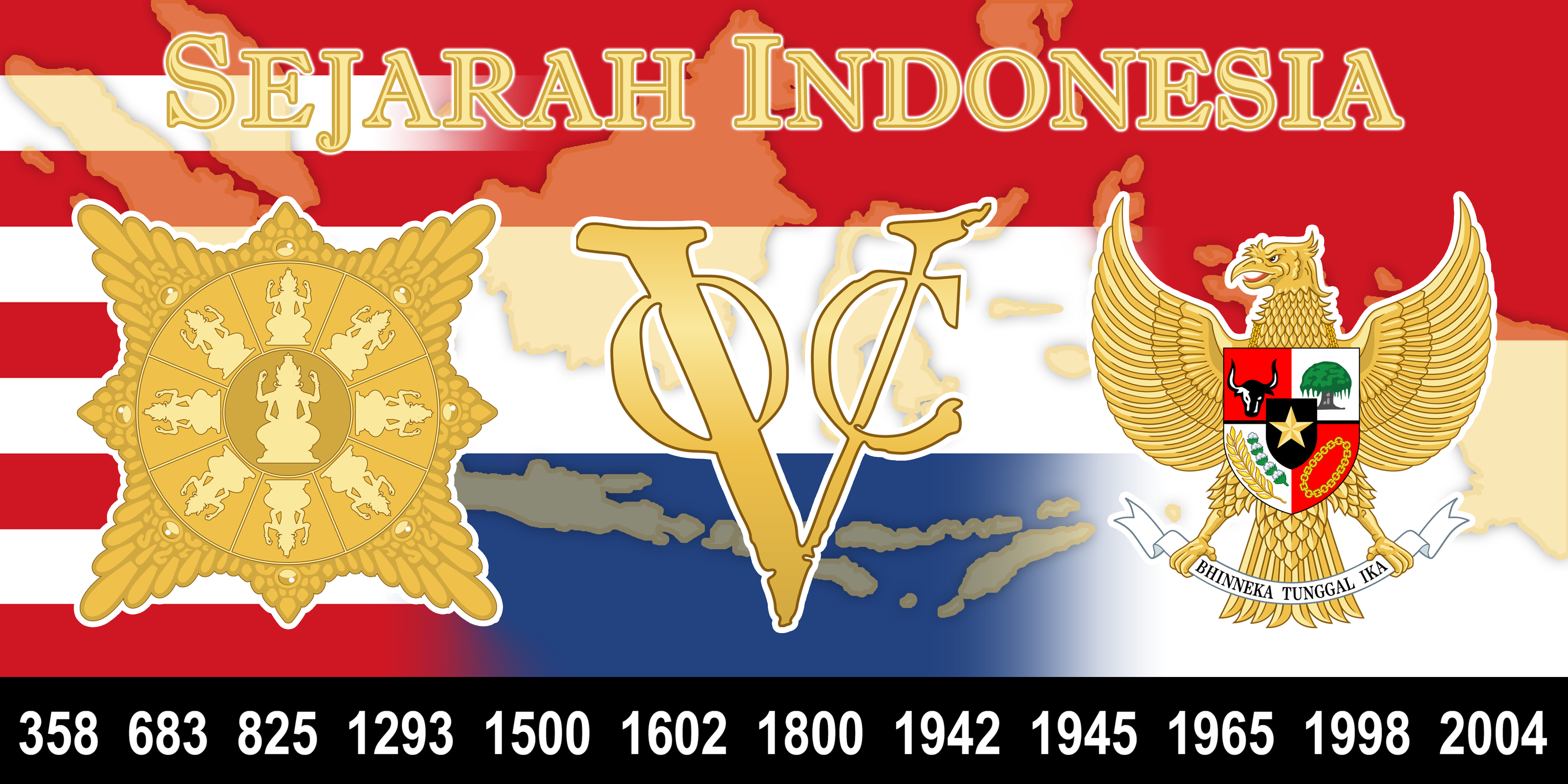

التاريخ الاقتصادي لإندونيسيا يتشكل من خلال موقعها الجغرافي، ومواردها الطبيعية، بالإضافة إلى سكانها الذين سكنوا الأرخبيل الذي شكل اليوم الدولة القومية الحديثة لجمهورية إندونيسيا. شكّل الاتصال الخارجي والتجارة الدولية مع النظراء الأجانب أيضًا مصير الأرخبيل الإندونيسي وختمه، حيث وصل الهنود والصينيون والعرب والتجار الأوروبيون في نهاية المطاف إلى الأرخبيل خلال عصر الاستكشاف وشاركوا في تجارة التوابل والحرب والغزو.
بحلول أوائل القرن السابع عشر، أنشأت شركة الهند الشرقية الهولندية (في أوه سي)، وهي واحدة من أقدم الشركات متعددة الجنسيات في العالم، قاعدتها في الأرخبيل بحكم أنها احتكرت تجارة التوابل. بحلول عام 1800، ظهرت الدولة الاستعمارية في الهند الشرقية الهولندية واستفادت من تجارة المحاصيل النقدية من القهوة والشاي والكينين والمطاط وزيت النخيل من المستعمرة، وكذلك من قطّاع التعدين: النفط والفحم والقصدير والنحاس. حلّت الجمهورية الإندونيسية محل الدولة الاستعمارية بعد الحرب العالمية الثانية.
بحلول أوائل القرن الحادي والعشرين، أصبحت إندونيسيا أكبر اقتصاد في جنوب شرق آسيا، باعتبارها واحدة من اقتصادات الدول الناشئة في العالم، وعضوًا في الاقتصادات الرئيسية لمجموعة العشرين وصنفت كدولة صناعية حديثًا. 

## إندونيسيا ما قبل العصر الحديث

### عصر الممالك الهندوسية – البوذية
اعتمد الاقتصاد في معظم القرى وأنظمة الحكم في الأرخبيل في بادئ الأمر بدرجة كبير على زراعة الرز إضافة إلى الاتجار بمنتجات الغابات مثل الفواكه الاستوائية واصطياد الحيوانات وصموغ النبات والروطان والخشب الصلب، اعتمدت الممالك القديمة مثل تاروماناغارا وماتارام على محاصيل الأرز والضرائب.
اشتهر الأرخبيل منذ زمن بعيد بوفرته بالثروات الطبيعية، فمن بين المنتجات التي قصدها التجار من جميع أنحاء العالم: التوابل مثل جوز الطيب والقرنفل من جزر مالوكو، الفلفل والكبابة من جنوب سومطرة وغربي جاوة، الأرز من جاوة، النحاس والذهب والقصدير من سومطرة وبورنيو والجزر بينهما، صمغ الكافور من ميناء باروس، البقم القرمزي وخشب الصندل من جزر سوندا الصغرى، الخشب الصلب من بورنيو، العاج وقرن وحيد القرن من سومطرة، ريش الطيور الغريبة من غرب غينيا الجديدة. بدأت الممالك التجارية الصغيرة المتأثرة بالثقافة الهندية في أوائل القرن الرابع هذا التواصل الخارجي الذي عزز الصلات مع الحضارات الكبرى الأخرى في البر الرئيسي لأسيا والهند والصين، تنامت أنظمة الحكم في الأرخبيل الإندونيسي سريعًا مستفيدة من موقعها الاستراتيجي على طريق التجارة البحرية المزدهر بين الهند والصين لتصبح إمبراطورية تجارية عالمية ومزدهرة مثل سريفيجايا التي نهضت في القرن السابع.

### سريفيجايا
ازدهرت سريفيجايا على نحو سريع في عالم التجارة لتكون إمبراطورية نائية تسيطر على الممرين بين الهند والصين وهما مضيق سوندا في مدينة فلمبان ومضيق ملقا في ولاية كيدا، أشارت روايات العرب أن إمبراطورية المهراجا كانت كبيرة لدرجة أن عامين غير كافيين لأسرع السفن كي تطوف حول جميع جزرها التي كانت تنتج الكافور والصبر والقرنفل وخشب الصندل وجوز الطيب والهيل والكبابة والعاج والذهب والقصدير ما يكفي لجعل المهراجا ثريًا كثراء أي ملك في الهند.
أقامت سريفيجايا، عدا عن تعزيز العلاقات التجارية المثمرة مع الهند والصين، صلات تجارة مع شبه الجزيرة العربية أيضًا، فقد أشار السجل الصيني أن المهراجا سري إندرافارمان أرسل مبعوثًا ليسلم رسالة إلى الخليفة الأموي عمر بن عبد العزيز عام 718، ليعود إلى سريفيجايا برفقة امرأة من الزنج هدية من الخليفة إلى المهراجا، واصلت سريفيجايا هيمنتها على اقتصاد الأرخبيل لغاية سقوطها في القرن الثالث عشر.

### ماجاباهيت
ازدهرت مملكة ماجاباهيت في جاوة في القرن الرابع عشر لتصبح إمبراطورية بحرية تسيطر على تجارة واقتصاد الأرخبيل لقرن آخر من الزمن، وصف ما هوان في كتابه يينغييا شينغلان، وهو مرجع صيني يعود لفترة حكم سلالة مينغ، الاقتصاد والسوق في جاوة، يُحصد الأرز مرتين في العام ويتميز بحباته الصغيرة، ويحصدون السمسم الأبيض والعدس أيضًا، لكن القمح غير متوفر لديهم، تنتج هذه الأرض خشب البقم القرمزي (يفيد في إنتاج الصباغ الحمراء) والماس وخشب الصندل والبخور وفلفل بويانع وحشرة الذراح (خنافس خضراء تستخدم كعقار) والفولاذ والسلاحف البحرية وقواقع السلاحف البرية والطيور النادرة والغريبة مثل الببغاوات الكبيرة التي يعادل حجمها الدجاج وببغاوات بريش أحمر وأخضر وأخرى بخمسة ألوان بوسعها أن تقلد صوت الإنسان، والدجاج الحبشي والطاووس وطائر شجرة التنبول والحمام الأخضر، تتميز الحيوانات هنا بغرابتها فيوجد الغزال الأبيض والقرد الأبيض وغيرهم من الحيوانات مثل الخنازير والماعز والبقر والأحصنة والدواجن وجميع أنواع البط، بالنسبة للفاكهة يوجد هناك جميع أصناف الموز وجوز الهند وقصب السكر والرمان واللوتس  والمانغوستين والبطيخ واللانجسات، كما تتوفر جميع أصناف القرع والخضراوات.
كانت الضرائب والغرامات تسدد نقدًا، تحول الاقتصاد الجاوي جزئيًا من خلال استخدام القطع النقدية الذهبية والفضية  منذ أواخر القرن الثامن، يظهر كنز وونوبويو الذي يعود للقرن التاسع واكتُشِفَ وسط جاوة في إندونيسيا أن العملات الذهبية القديمة الجاوية كانت على شكل بذرة ومشابهة للذرة، في حين كانت العملات الفضية مشابهة للأزرار، حدث تغيير هام نحو عام 1300 إبان حكم الملك الأول لماجاباهيت، فقد استُبدلت النقود الأصلية كليًا بالنقود النحاسية المستوردة من الصين، عُثر في تشرين الثاني 2008 على قرابة 10388 قطعة نقدية صينية قديمة وتزن حوالي 40 كيلو غرامًا في الباحة الخلفية لأحد السكان المحليين في منطقة سيدوارجو، أكد المكتب الإندونيسي للحفاظ على الآثار القديمة في شرق جاوة أن تاريخ هذه القطع النقدية يرجع إلى أوائل حقبة ماجاباهت، لم يُذكر سببًا لاستخدام القطع الأجنبي في أية مصدر ولكن يفترض جل الباحثون أن ذلك يعزى إلى التعقيد المتزايد  للاقتصاد الجاوي والحاجة إلى نظام نقدي يستخدم فئات أصغر ملائمة أكثر للاستخدام في معاملات السوق اليومية التي لم تكن ملائمة تمامًا للدور الذي يؤديه الذهب والفضة، كانت هذه العملات الصينية كيبانغ نحاسية مستديرة ورفيعة بثقب مربع الشكل في وسطها خُصص ليحزم في سلسلة القطع النقدية جنبًا إلى جنب، أتاحت هذه التغييرات البسيطة أي الاستعاضة بالقطع النقدية النحاسية المستوردة من الصين لماجاباهيت المزيد من الابتكار، فقد ابتكروا طريقة للادخار من خلال استخدام أواني من الفخار بشق (فتحة صغيرة) توضع فيه القطع المعدنية، عُثر عليها عمومًا في أنقاض ماجاباهيت، الحصالة التي تأخذ شكل الخنزير هي الشكل الأكثر شهرة لها.
يمكن جمع بعض التصورات حول نطاق الاقتصاد الداخلي من المعلومات المتفرقة في النقوش، فتشير نقوش كانغو المؤرخة في 1358 إلى وجود 78 نقطة عبور للمراكب في البلاد (في مركز القوة جاوة)، بينما تشير نقوش ماجاباهيت إلى عدد هائل من المجالات المهنية ابتداءً من صائغي الفضة والذهب إلى باعة المشروبات واللحامين، يبدو وبالرغم من أن العديد هذه المهن كانت سائدة في أوقات سابقة فقد أصبحت شريحة السكان التي تحقق دخلًا من المهن غير الزراعية أكثر أهمية خلال حقبة ماجاباهيت.
قد يعزى الرخاء البالغ لماجاباهيت لعاملين اثنين، أولًا: ملائمة الأراضي المنخفضة في شمالي شرق جاوة لزراعة الأرز، وتنفيذ العديد من مشاريع الري في أوج ماجاباهيت، وقد نفذ بعضها بمساعدة الحكومة، ثانيًا: كانت موانئ ماجاباهيت في الساحل الشمالي على الأرجح مراكز هامة على طول الطريق للحصول على التوابل من مالوكو وحيث ن التوابل تمر عبر جاوة فقد كانت مورد دخل أساسي لماجاباهيت.
يوضح كتاب  ناغاراكيرتاغاما أن شهرة حاكم ماجاباهيت استقطبت التجار الأجانب من مناطق بعيدة لا سيما الهنود والخمير (الكمبوديين) والسياميين (التايلانديين) والصينين وغيرهم، وفي فترة لاحقة أشار كتاب يينغييا شينغلان، أن أعدادًا كبيرة من التجار الصينيين والمسلمين من الغرب (أي من البلاد العربية والهند ولكن أغلبهم من الولايات المسلمة في سومطرة وشبه جزيرة مالايو) يقيمون في المدن الساحلية مثل توبان وغريسيك وهوجونح جالوه (سورابايا)، فُرضت ضريبة خاصة على بعض الأجانب، غالبًا أولئك الذين استقروا بشكل شبه دائم في جاوة واضطلعوا بأنواع أخرى من المشاريع غير التجارة الخارجية، تمتعت إمبراطورية ماجاباهيت بروابط تجارية مع سلالة مينغ الحاكمة في الصين وأنام وتشامبا في ما يعرف اليوم بفيتنام وكمبوديا وسياميس وأيوثيان وبورمي مارتابان وامبراطورية فيجاياناغارا في جنوب الهند.

### انتشار الإسلام وشبكة التجارة الإسلامية
نشر التجار المسلمون العقيدة الإسلامية عبر الطرق التجارية التي ارتبطت بالعالم الإسلامي. امتدت هذه الطرق من البحر الأبيض المتوسط والشرق الأوسط والهند وجنوب شرق آسيا البحرية إلى الصين. أبحر التجار المسلمون من شبه الجزيرة العربية والخليج الفارسي في الأرخبيل الإندونيسي في طريقهم إلى الصين منذ القرن التاسع على الأقل، ويشهد على ذلك اكتشاف حطام سفينة بليتونغ الذي يحتوي على شحنات من الصين، الذي اكتُشف قبالة جزيرة بليتونغ. لقد شجع التجار المسلمون والمبشرون على ظهور الدول الإسلامية في الأرخبيل. بحلول القرن الثالث عشر، اكتسب الإسلام موطئ قدم في الأرخبيل من خلال إنشاء سامودرا باساي في آتشيه وسلطنة تيرنات في جزر مالوكو. اكتسبت جزر مالوكو المنتجة للتوابل اسمها من الكلمة العربية «جزيرة الملوك» والتي تعني «شبه جزيرة أو جزر الملوك».
بحلول القرن الرابع عشر، بدأت هذه الموانئ الإسلامية في الازدهار كونها ترحب بالتجار المسلمين القادمين من الهند والشرق الأوسط. ومن أبرز الممالك الإسلامية سلطنة ملقا التي تسيطر على مضيق ملقا الاستراتيجي وسلطنة ديماك التي حلت محل ماجاباهيت كقوة إقليمية في جاوة. كلاهما كانا نشطين أيضًا في نشر الإسلام في الأرخبيل، وبحلول أواخر القرن الخامس عشر، حلّ الإسلام محل الهندوسية والبوذية في جاوة وسومطرة، وسولاويزي وشمال مالوكو أيضًا. شكلت السياسات الإسلامية في الأرخبيل أجزاء من شبكات التجارة الإسلامية الأكثر شمولاً التي امتدت من الأندلس في الغرب إلى المستعمرات التجارية الإسلامية في الموانئ الصينية في الشرق، حيث أمكن للبهارات من إندونيسيا مثل القرنفل وجوزة الطيب والفلفل أن تصل إلى أسواق التوابل في كانتون ودمشق والقاهرة.